# Ossiannilssonia oelandica
Ossiannilssonia oelandica är en insektsart som beskrevs av Hille Ris Lambers 1952. Ossiannilssonia oelandica ingår i släktet Ossiannilssonia och familjen långrörsbladlöss. Arten är reproducerande i Sverige. Inga underarter finns listade i Catalogue of Life.